# Hilton Waikoloa Village USTA Challenger
Hilton Waikoloa Village USTA Challenger — отменённый профессиональный женский теннисный турнир. Игрался на открытых кортах с хардовым покрытием.
Соревнования проводились в американском штате Гавайи, в городе Ваиколоа-Виллидж по окончании Australian Open, продолжая зимне-весеннюю серию турниров на харде на открытом воздухе.

## История турнира
Соревнование проводилось в местном теннисном клубе Hilton Waikoloa в 2001—2002 и в 2004—2008 годах.
Два дебютных турнира прошли при содействии WTA, а затем пять лет проводились как часть женского тура ITF. Перед сезоном-2009 турнир окончательно отменён.

### Изменения призового фонда
| Годы      | Размер фонда | Категория       |
| --------- | ------------ | --------------- |
| 2001—2002 | 145 000 USD  | 4-я             |
| 2004—2008 | 50 000 USD   | Женский тур ITF |

## Финалисты разных лет

### Одиночный турнир
| Год  | Чемпион          | Финалист             | Счёт            |
| ---- | ---------------- | -------------------- | --------------- |
| 2008 | Рика Фудзивара   | Сандра Клёзель       | 3-6 6-3 6-2     |
| 2007 | Мелинда Цинк     | Эдина Галловиц       | 6-2 6-3         |
| 2006 | Лилия Остерло    | Джессика Киркленд    | 6-4 6-1         |
| 2005 | Мари-Эв Пеллетье | Гана Шромова         | 4-6 6-1 6-4     |
| 2004 | Мелинда Цинк     | Мария-Эмилия Салерни | 7-6(6) 6-2      |
| 2002 | Кара Блэк        | Лиза Реймонд         | 7-6(1) 6-4      |
| 2001 | Сандрин Тестю    | Жюстин Энен          | 6-3 2-0 - отказ |

### Парный турнир
| Год  | Чемпионы                           | Финалисты                       | Счёт        |
| ---- | ---------------------------------- | ------------------------------- | ----------- |
| 2008 | Мария-Фернанда Алвес Бетина Хосами | Анджела Хейнс Машона Вашингтон  | 7-5 6-4     |
| 2007 | Натали Грандин Ракель Копс-Джонс   | Лига Декмейере Джулия Дитти     | 6-0 6-3     |
| 2006 | Чжань Цзиньвэй Мари-Эв Пеллетье    | Джулия Дитти Лилия Остерло      | 7-5 4-6 6-2 |
| 2005 | Натали Грандин Кейси Смэши         | Лорен Брэдмор Аями Такасэ       | 6-3 6-4     |
| 2004 | Хисела Дулко Патрисия Тарабини     | Аманда Огастас Натали Грандин   | 1-6 6-3 6-3 |
| 2002 | Мейлен Ту Мария Венто-Кабчи        | Эсме де Вилльерс Ирина Селютина | 1-6 6-2 6-3 |
| 2001 | Тина Крижан Катарина Среботник     | Элс Калленс Николь Пратт        | 6-2 6-3     |